# جوي سخونهوفن
جوي سخونهوفن (بالهولندية: Joy Schoonhoven)‏ هو لاعب كرة قدم هولندي، ولد في 27 أبريل 1994 في هولندا في مملكة هولندا. لعب مع ألميره سيتي.

## وصلات خارجية
- جوي سخونهوفن على موقع Soccerway.com (الإنجليزية)
- جوي سخونهوفن على موقع عالم كرة القدم.نت (الإنجليزية)